# Haywardina proxima
Haywardina proxima är en fjärilsart som beskrevs av Hayward 1957. Haywardina proxima ingår i släktet Haywardina och familjen praktfjärilar. Inga underarter finns listade i Catalogue of Life.